# Benedykta (księżniczka Danii)
Benedykta Glücksburg (duń. Benedikte Astrid Ingeborg Ingrid; ur. 29 kwietnia 1944 w Kopenhadze) – księżniczka Danii, księżna Sayn-Wittgenstein-Berleburga. Była drugą córką króla Danii, Fryderyka IX, oraz jego żony, Ingrydy Bernadotte. Jest młodszą siostrą królowej Danii, Małgorzaty II. Obecnie zajmuje dziesiąte miejsce w linii sukcesji do duńskiego tronu.
W 1968 roku wyszła za mąż za Ryszarda Sayn-Wittgenstein-Berleburga. Miała z nim troje dzieci – Gustawa (ur. 1969), Aleksandrę (ur. 1970) i Natalię (ur. 1975).

## Życiorys
Urodziła się 29 kwietnia 1944 roku w pałacu Amalienborg w Kopenhadze jako drugie dziecko ówczesnego następcy tronu, późniejszego króla Danii, Fryderyka IX, oraz jego żony, Ingrid Bernadotte. 
3 lutego 1968 poślubiła księcia Ryszarda Sayn-Wittgenstein-Berleburga (ur. 29 października 1934, zm. 13 marca 2017). Para miała troje dzieci:
- Gustaw (ur. 12 stycznia 1969). W 2022 roku ożenił się z amerykańską pisarką, Kariną Axelsson.
- Aleksandra (ur. 20 listopada 1970). W latach 1998–2017 była żoną hrabiego Jeffersona von Pfeil und Klein-Ellguth, z którym ma dwoje dzieci – Ryszarda (ur. 1999) i Ingrid (ur. 2003). W 2019 roku wyszła za mąż za hrabiego Michaela Ahlefeldt-Laurvig-Bille.
- Natalia (ur. 2 maja 1975). W 2010 roku wyszła za mąż za Aleksandra Johannsmanna, z którym ma dwoje dzieci – Konstantyna (ur. 2010) i Luizę (ur. 2015).

## Odznaczenia
- Order Słonia
- Wielki Komandor Orderu Danebroga
- Order Rodziny Królewskiej Fryderyka IX[2][3]
- Odznaka Honorowa Orderu Danebroga (29 kwietnia 2014)
- Medal Pamiątkowy Złotych Godów Królowej Małgorzaty i Księcia Henryka (2017)
- Medal Pamiątkowy 40-lecia Panowania Królowej Małgorzaty II (2012)
- Medal Pamiątkowy 70-lecia Urodzin Królowej Małgorzaty II (2010)
- Medal Pamiątkowy 75-lecia Urodzin Księcia Henryka (2009)
- Medal Pamiątkowy 25-lecia Panowania Królowej Małgorzaty II (1997)
- Medal Pamiątkowy Srebrnych Godów Królowej Małgorzaty i Księcia Henryka (1992)
- Medal Wspomnieniowy 100-lecia od Narodzin Króla Fryderyka IX (1999)
- Medal Wspomnieniowy 100-lecia od Narodzin Króla Chrystiana X (1970)
- Medal Wspomnieniowy Królowej Ingrid (2001)
- Medal Pamiątkowy 50-lecia od Przybycia Królowej Ingrid do Danii (1985)
- Odznaka za Zasługi Gwardii

- Krzyż Wielki Orderu Wyzwoliciela San Martina (Argentyna)
- Krzyż Wielki Orderu Korony (Belgia)
- Krzyż Wielki Orderu Białej Róży (Finlandia)
- Krzyż Wielki Orderu św. Olgi i św. Zofii (Grecja)
- Krzyż Wielki Orderu Zasługi Republiki (Włochy)
- Krzyż Wielki Orderu Zasługi Adolfa de Nassau (Luksemburg)
- Krzyż Wielki Orderu Domowego Orańskiego (Holandia)
- Krzyż Wielki Orderu Świętego Olafa (Norwegia)
- Pro Ecclesia et Pontifice (Watykan)
- Krzyż Wielki Orderu Izabeli Katolickiej (Hiszpania)
- Krzyż Wielki Orderu Zasługi Republiki (Niemcy)
- Komandor I Klasy Orderu Gwiazdy Polarnej (Szwecja)
- Medal 70. Urodzin Króla Karola XVI Gustawa (Szwecja)
- Wielki Oficer Orderu Republiki (Tunezja)
- Krzyż Wielki Orderu Franciszka I (order domowy, Królestwo Obojga Sycylii)[4]
- Wielka Wstęga Orderu Orła Azteckiego (Meksyk)[5]
- Krzyż Wielki Orderu Sokoła Islandzkiego (Islandia, 2017)[6]

## Genealogia
| Prapradziadkowie                            | Król Danii Chrystian IX Glücksburg (1818–1906) ∞1842 Luiza Hessen-Kassel (1817–1898)                       | Król Szwecji i Norwegii Karol XV Bernadotte (1826–1872) ∞1851 Ludwika Orańska (1828–1871)                  | Wielki Książę Fryderyk Franciszek II Mecklenburg-Schwerin (1823–1883) ∞1849 Augusta Reuß zu Schleiz-Köstritz (1822–1862) | Wielki Książę Michał Mikołajewicz Romanow (1832–1909) ∞1875 Cecylia Badeńska (1839–1891)                                | Król Szwecji i Norwegii Oskar II Bernadotte (1829–1907) ∞1857 Zofia Wilhelmina Nassau (1836–1913) | Fryderyk I Badeński (1826–1907) ∞1856 Ludwika Maria Hohenzollern (1836–1923)      | Albert, ks. Saksonii-Koburga-Gothy (1819–1861) ∞ 1840 Królowa Wielkiej Brytanii Wiktoria Hanowerska (1819–1901) | Fryderyk Hohenzollern (1828–1885) ∞1854 Maria Anna Anhalt-Dessau (1837–1906)      |
| Pradziadkowie                               | Król Danii Fryderyk VIII Glücksburg (1843–1912) ∞1869 Luiza Bernadotte (1851–1926)                         | Król Danii Fryderyk VIII Glücksburg (1843–1912) ∞1869 Luiza Bernadotte (1851–1926)                         | Wielki książę Fryderyk Franciszek III Mecklenburg-Schwerin (1851–1897) ∞1879 Anastazja Michajłowna Romanowa (1860–1922)  | Wielki książę Fryderyk Franciszek III Mecklenburg-Schwerin (1851–1897) ∞1879 Anastazja Michajłowna Romanowa (1860–1922) | Król Szwecji Gustaw V Bernadotte (1858–1950) ∞1881 Wiktoria Badeńska (1862–1930)                  | Król Szwecji Gustaw V Bernadotte (1858–1950) ∞1881 Wiktoria Badeńska (1862–1930)  | Artur Koburg (1850–1942) ∞1879 Luiza Hohenzollern (1860–1917)                                                   | Artur Koburg (1850–1942) ∞1879 Luiza Hohenzollern (1860–1917)                     |
| Dziadkowie                                  | Król Danii i Islandii Chrystian X Glücksburg (1870–1947) ∞1898 Aleksandra Mecklenburg-Schwerin (1879–1952) | Król Danii i Islandii Chrystian X Glücksburg (1870–1947) ∞1898 Aleksandra Mecklenburg-Schwerin (1879–1952) | Król Danii i Islandii Chrystian X Glücksburg (1870–1947) ∞1898 Aleksandra Mecklenburg-Schwerin (1879–1952)               | Król Danii i Islandii Chrystian X Glücksburg (1870–1947) ∞1898 Aleksandra Mecklenburg-Schwerin (1879–1952)              | Król Szwecji Gustaw VI Adolf (1882–1972) ∞1905 Małgorzata Koburg (1882–1920)                      | Król Szwecji Gustaw VI Adolf (1882–1972) ∞1905 Małgorzata Koburg (1882–1920)      | Król Szwecji Gustaw VI Adolf (1882–1972) ∞1905 Małgorzata Koburg (1882–1920)                                    | Król Szwecji Gustaw VI Adolf (1882–1972) ∞1905 Małgorzata Koburg (1882–1920)      |
| Rodzice                                     | Król Danii Fryderyk IX Glücksburg (1899–1972) ∞1935 Ingrid Bernadotte (1910–2000)                          | Król Danii Fryderyk IX Glücksburg (1899–1972) ∞1935 Ingrid Bernadotte (1910–2000)                          | Król Danii Fryderyk IX Glücksburg (1899–1972) ∞1935 Ingrid Bernadotte (1910–2000)                                        | Król Danii Fryderyk IX Glücksburg (1899–1972) ∞1935 Ingrid Bernadotte (1910–2000)                                       | Król Danii Fryderyk IX Glücksburg (1899–1972) ∞1935 Ingrid Bernadotte (1910–2000)                 | Król Danii Fryderyk IX Glücksburg (1899–1972) ∞1935 Ingrid Bernadotte (1910–2000) | Król Danii Fryderyk IX Glücksburg (1899–1972) ∞1935 Ingrid Bernadotte (1910–2000)                               | Król Danii Fryderyk IX Glücksburg (1899–1972) ∞1935 Ingrid Bernadotte (1910–2000) |
| Benedykta Glücksburg (ur. 29 kwietnia 1944) | | | | |                                                                                                   |                                                                                   | |                                                                                   |